# Gelbkehl-Ameisenschlüpfer
Der Gelbkehl-Ameisenschlüpfer (Myrmotherula ambigua) zählt innerhalb der Familie der Ameisenvögel (Thamnophilidae) zur Gattung Myrmotherula.
Die Art kommt im nordwestlichen Amazonasbecken, in Kolumbien und Brasilien vor.
Das Verbreitungsgebiet umfasst tropischen oder subtropischen feuchten Tieflandwald, „Wald mit weißem Sand“ (white-sand forest) bis 200 oder 500, gelegentlich bis 1100 m Höhe.
Der lateinische Artzusatz kommt von lateinisch ambiguus ‚doppeldeutig, mehrdeutig, uneindeutig‘.

## Merkmale

Verbreitungsgebiet (grün)

Der Vogel ist 8 bis 9 cm groß und wiegt zwischen 7 und 8 g. Das Männchen hat eine schwarze Oberseite, der Rücken ist breit weiß gestreift, einen hell-gelben Interskapularfleck, zwei auffallende weiße Flügelbinden, weiße Ränder der Schwanzfedern und schmale weiße Spitzen. Die Wangen sind weißlich mit breitem schwarzen Kinnstreifen. Das Gelb der Unterseite reicht über die Kehle nach vorne. Vom sehr ähnlichen Gelbstreifen-Ameisenschlüpfer (Myrmotherula sclateri) unterscheidet es sich durch Kappe und weiße Nackenstreifen und den grauen Rumpf.
Das Weibchen unterscheidet sich durch einen blasser gefiederten Kopf und eine gelblich-braune Brust, der Interskapularfleck ist nur angedeutet oder fehlt ganz.
Die Art ist monotypisch.

## Stimme
Der Gesang wird als Folge von 10 bis 15 klaren, scharfen Pfeiftönen beschrieben, ähnlich wie beim Gelbstreifen-Ameisenschlüpfer (Myrmotherula sclateri), aber die Laute sind deutlich kürzer.

## Lebensweise
Die Nahrung besteht wohl aus kleinen Insekten, Arthropoden und Spinnentieren, die gern  in gemischten Jagdgemeinschaften in oder unterhalb der Wipfelhöhe gejagt werden.
Über die Brutzeit und die Art des Nestes ist bislang wenig bekannt.

## Gefährdungssituation
Der Bestand gilt als nicht gefährdet (Least Concern).